# Karate-Europameisterschaften 2022
Die 57. Karate-Europameisterschaften der European Karate Federation wurden vom 25. bis 29. Mai 2022 in Gaziantep in der Türkei ausgetragen. Insgesamt starteten 505 Teilnehmer aus 45 Nationen.

## Medaillen Herren

### Einzel
| Kategorie     | Gold          | Silber                | Bronze                                 |
| ------------- | ------------- | --------------------- | -------------------------------------- |
| Kata          | Ali Sofuoğlu  | Damián Quintero       | Yuki Ujihara Mattia Busato             |
| Kumite -60 kg | Eray Şamdan   | Angelo Crescenzo      | Ronen Gehtbarg Christos-Stefanos Xenos |
| Kumite -67 kg | Burak Uygur   | Dionysios Xenos       | Joaquim Mendes Steven Da Costa         |
| Kumite -75 kg | Erman Eltemur | Brian Brandon Wilkins | Elhami Shabeni Luigi Busa              |
| Kumite -84 kg | Daniel Gyorgy | Enes Garibovic        | Petar Spansenovski Walid Deghali       |
| Kumite +84 kg | Anđelo Kvesić | Luca Costa            | Ryzvan Talibov Gogita Arkania          |

### Mannschaft
| Kategorie | Gold | Silber | Bronze |
| --------- | --- | --- | --- |
| Kata      | Türkei Emre Vefa Göktaş Enes Özdemir Ali Sofuoğlu                                                                | Spanien Sergio Galán Óscar García Alejandro Manzana                                                                         | Italien Mattia Busato Gianluca Gallo Alessandro Iodice Aserbaidschan Rovshan Aliyev Tural Baljanli Ismayil Guliyev |
| Kumite    | Frankreich Enzo Berthon Kilian Cizo Hendrick Confiac Jessie Da Costa Steven Da Costa Mehdi Filali Younesse Salmi | Aserbaidschan Panah Abdullayev Tural Aghalarzade Rafael Aghayev Asiman Gurbanli Rafiz Hasanov Turgut Hasanov Aykhan Mamayev | Ukraine Valerii Chobotar Stanislaw Horuna Valerii Sonnykh Ryzvan Talibov Andrii Toroshanko Kostiantyn Tsymbal Andrii Zaplitnyi Griechenland Theoharis Giannakos Konstantinos Mastrogiannis Dimitrios Stolis Georgios Tzanos Christos-Stefanos Xenos Dionysios Xenos |

## Medaillen Damen

### Einzel
| Kategorie     | Gold                 | Silber                | Bronze                            |
| ------------- | -------------------- | --------------------- | --------------------------------- |
| Kata          | Sandra Sánchez Jaime | Dilara Bozan          | Jasmin Jüttner Terryana D'Onofrio |
| Kumite -50 kg | Serap Özçelik        | Erminia Perfetto      | Niswa Ahmed Jelena Pehar          |
| Kumite -55 kg | Anzhelika Terliuga   | Iwet Goranowa         | Madina Sadigova Amy Connell       |
| Kumite -61 kg | Ingrida Suchankova   | Anna Miggou           | Anita Sergogina Laura Sivdert     |
| Kumite -68 kg | Eda Eltemur          | Miroslava Kopunova    | Vasiliki Panetsidou Alizee Agier  |
| Kumite +68 kg | Ivana Perovic        | Zakia Aicha Boussebaa | Kyriaki Kydonaki Nancy Garcia     |

### Mannschaft
| Kategorie | Gold                                                              | Silber                                                                       | Bronze |
| --------- | ----------------------------------------------------------------- | ---------------------------------------------------------------------------- | --- |
| Kata      | Italien Carola Casale Terryana D'Onofrio Michela Pezzetti         | Spanien María López Lidia Rodríguez Raquel Roy                               | Türkei Zehra Kaya Damla Pelit Damla Su Türemen Frankreich Alexandra Feracci Laetitia Feracci Laura Pieri                           |
| Kumite    | Kroatien Sadea Bećirović Lucija Lesjak Lea Vukoja Mia Greta Zorko | Slowakei Miroslava Kopúňová Lucia Kováčiková Hana Kuklová Ingrida Suchánková | Spanien María Espinosa Carlota Fernández María Nieto María Torres Frankreich Alizée Agier Léa Avazeri Laura Sivert Jennifer Zameto |

## Medaillenspiegel
Ausrichter 
| Platz | Land           | Gold | Silber | Bronze | Gesamt |
| ----- | -------------- | ---- | ------ | ------ | ------ |
| 1     | Türkei         | 7    | 1      | 1      | 9      |
| 2     | Kroatien       | 2    | 1      | 1      | 4      |
| 3     | Spanien        | 1    | 3      | 1      | 5      |
| 4     | Italien        | 1    | 2      | 4      | 7      |
| 5     | Slowakei       | 1    | 2      | 0      | 3      |
| 6     | Ungarn         | 1    | 1      | 0      | 2      |
| 7     | Frankreich     | 1    | 0      | 7      | 8      |
| 8     | Ukraine        | 1    | 0      | 3      | 4      |
| 9     | Serbien        | 1    | 0      | 0      | 1      |
| 10    | Griechenland   | 0    | 1      | 4      | 5      |
| 11    | Aserbaidschan  | 0    | 1      | 2      | 3      |
| 12    | Deutschland    | 0    | 1      | 1      | 2      |
|       | Belgien        | 0    | 1      | 1      | 2      |
| 14    | England        | 0    | 1      | 0      | 1      |
|       | Bulgarien      | 0    | 1      | 0      | 1      |
| 16    | Israel         | 0    | 0      | 1      | 1      |
|       | Portugal       | 0    | 0      | 1      | 1      |
|       | Schottland     | 0    | 0      | 1      | 1      |
|       | Kosovo         | 0    | 0      | 1      | 1      |
|       | Nordmazedonien | 0    | 0      | 1      | 1      |
|       | Schweiz        | 0    | 0      | 1      | 1      |
|       | Georgien       | 0    | 0      | 1      | 1      |
| Total | Total          | 16   | 16     | 32     | 64     |